# حمدي المصري
حمدي المصري (مواليد 7 أبريل 1983) لاعب كرة قدم سوري يجيد اللعب في مركز قلب الدفاع لصالح نادي النواعير السوري .

## روابط خارجية
- حمدي المصري على موقع قاعدة بيانات كرة القدم.إي يو (الإنجليزية)
- حمدي المصري على موقع ناشيونال فوتبول تيمز (الإنجليزية)